# Julian Acosta
Julian Acosta – portorykański aktor filmowy, telewizyjny i sceniczny.

## Życiorys
Urodzony i wychowany w Santurce, dystrykcie San Juan, stolicy Portoryko. Ukończył szkołę średnią w El Paso w stanie Teksas, gdzie osiedlił się wraz z ojcem, marszałkiem. Aktorstwem zajął się jako student, podczas nauki w North Harris College w Houston. Naukę uniwersytecką kontynuował na Florida International University w Miami oraz Rutgers University w New Jersey, gdzie zdobył wykształcenie. Przeprowadził się do Nowego Jorku. Po gościnnych rolach w popularnych serialach telewizyjnych został obsadzony jako Al Rodriguez w seryjnym komediodramacie ABC Zawód glina (The Job, 2001−2002). Acosta wystąpił we wszystkich odcinkach serialu. Zawód glina, choć zyskał pozytywne recenzje, został zdjęty z ekranu po jednym sezonie. Kontynuował karierę aktora telewizyjnego, regularnie pojawiając się w medycznym tasiemcu stacji Lifetime Życie przede wszystkim (Strong Medicine, 2002−2003) w roli Latynosa Miguela Arenasa oraz tragikomicznym serialu FX-u Brud (Intrygi i kłamstwa, 2008) jako ekscentryczny Adam Proteau. Wystąpił w filmach Zdradzony (Bound by Lies, 2005), The Lords of Salem (2012), El secreto del retrato (2013), CBGB (2013). Jest członkiem off-broadwayowskiego stowarzyszenia LAByrinth Theater Company. Zadebiutował jako reżyser teatralny sztuką Short Eyes, adaptującą twórczość Miguela Piñero. Wystawione w Los Angeles Theater Center przedstawienie zostało korzystnie ocenione przez krytyków.